# Công quốc Snake Hill
Snake Hill, tên chính thức Công quốc Snake Hill (tiếng Anh: Principality of Snake Hill), là một vi quốc gia nằm ở Úc. Snake Hill có hàng trăm công dân và tuyên bố có diện tích đất lớn bằng Monaco. Công quốc tuyên bố độc lập vào ngày 2 tháng 9 năm 2003 và Công chúa Paula tuyên bố đó là quyền ly khai, nói rằng "Hoa Kỳ, như bạn biết, đã ly khai khỏi Anh vào năm 1776, đó là quyền khắc phục hậu quả, phương sách cuối cùng."

## Lịch sử
Công quốc được thành lập bởi một gia đình Úc không còn đủ khả năng đóng thuế. Sau khi kiện tụng về một khoản thế chấp và được truyền cảm hứng bởi Công quốc Hutt River, họ đã nghiên cứu pháp lý và đi đến kết luận rằng việc thành lập một quốc gia sẽ hoàn toàn hợp pháp theo luật pháp Úc, do đó họ tuyên bố độc lập vào ngày 2 tháng 9 năm 2003.
Vi quốc gia này đã được giới thiệu trong Micronation: The Lonely Planet Guide to Home-Made Nations của Lonely Planet.
Năm 2010, Helena lên ngôi Công nương sau cái chết của chồng bà, Hoàng tử Paul, người được cho là bị ám sát bởi một tay bắn tỉa.
Cuối tháng 2 năm 2011, một thẩm phán của Tòa án Tối cao Úc đã bác bỏ lập luận của Snake Hill rằng các hành động của ngân hàng Queensland nằm ngoài quyền tài phán của tòa án và đó là vấn đề của luật pháp quốc tế và phải được chuyển đến Tòa án Công lý Quốc tế.

## Văn hóa
Snake Hill có hai tờ báo chính là The Snake Hill Gazette và Phụ nữ Snake Hill. Họ cũng tuyên bố sở hữu một nhà thờ và phát hành tiền tệ của riêng mình.

## Hoàng tộc
Công nương Helena là người đứng đầu nhà nước Snake Hill, lên ngôi sau cái chết của chồng là Hoàng tử Paul. Con gái của Công nương Helena là Công chúa Paula.